# Walter Wächter
Walter Wächter alias Michaël Wächter (* 26. Mai 1913 in Eimsbüttel; † 15. November 1983 in Örebro, Schweden) war ein deutscher Psychologe und Hochschullehrer.

## Leben
Wächter lebte mit seiner Familie in Hamburger Stadtteil Eimsbüttel. Bereits als Schüler war Walter Wächter begeisterter Fußballer und Leichtathlet. Er war zunächst Mitglied des HSV, später im Arbeitersport Mitglied des Freien Turn- und Sportvereins „Fichte“ Hamburg-Eimsbüttel. Nach dessen Verbot 1933 gehörte er dem Jüdischen Turn- und Sportverein Bar Kochba an.
1932 beendete er die Aufbauschule in der Schlankreye mit dem Abitur. Ein Studium wurde ihm 1933 verwehrt, weil er Jude war. So begann er Anfang 1934 mit einer kaufmännischen Lehre im Modehaus Gebrüder Robinsohn.
1935 wurde er von der Gestapo verhaftet und 1936 wegen seiner Beteiligung am antifaschistischen Widerstand zu einer Zuchthausstrafe von drei Jahren verurteilt. Unmittelbar nach seiner Entlassung im März 1938 flüchtete Walter Wächter aus Deutschland. Sein Fluchtweg führte ihn nach Schweden, wo er in der Landwirtschaft arbeitete. 1946 nahm er an der Stockholmer Hochschule ein Studium der Psychologie auf. Er wurde Hochschuldozent und war unter seinem neuen Namen Michaël Wächter als Autor, Journalist und Professor tätig, auch als fleißiger Debattierer in öffentlichen Diskussionen.
Sein Sohn ist der schwedische Künstler und Schriftsteller Torkel S. Wächter.